# Reocín (Cantabria)
Reocín es uno de los doce núcleos que forman el ayuntamiento del mismo nombre, en la comunidad autónoma de Cantabria (España). Es la entidad que dio nombre a todo el municipio, si bien en la actualidad es la menos poblada, con 47 habitantes en 2024 (INE), puesto que con motivo de la expansión de la explotación minera de zinc, a mediados de los años 70, la mayor parte de los vecinos vieron expropiadas sus viviendas, para explotar a cielo abierto la mina conocida como El Zanjón, por lo que tuvieron que emigrar a otras localidades.

## Demografía
Reocín cuenta con una población de  habitantes (INE ).
| Gráfica de evolución demográfica de Reocín entre 1842 y 2021                                                        |
| |
| Población de derecho según los censos de población del INE Población de hecho según los censos de población del INE |

## Mina
Reocín se ubica a 3 kilómetros al sur de Puente San Miguel, capital del municipio. Se encuentra a 143 metros sobre el nivel del mar. Destaca en esta localidad el paisaje minero creado por la explotación minera de zinc desde mediados del siglo XIX hasta el año 2003, más concretamente hasta el 10 de junio de ese año, cuando cerró. El Paisaje minero de Reocín se encuentra incluido entre los bienes integrantes del Patrimonio Industrial por la Comisión delegada del Consejo de Patrimonio Histórico para el Patrimonio Industrial (2004). En el Pozo Santa Amelia de esta localidad se encuentra la locomotora de vapor llamada «Udías», construida en Alemania en el año 1911, que es una de las locomotoras de vapor que forman parte del patrimonio científico técnico de Cantabria y que se incluyeron en el Inventario General del Patrimonio Cultural de Cantabria, como Bienes Inventariados por Resolución de 4 de septiembre de 2004.

## Personas destacadas
Personajes famosos nacidos en esta localidad de Reocín son:
- Santos Fidel Ruiz Salas, jugador de bolos (n. 1952).
- Pedro Luis Díaz Zabala, ciclista (n. 1962).
- Herminio Díaz Zabala, ciclista (n. 1964), primer español que ganó la Tirreno-Adriático (1991).